# Биммен
Биммен - административный район города Клеве (Северный Рейн-Вестфалия), Германия и насчитывает 170 жителей при площади 209 га.
Kooрдинаты: 51° 52′ N, 6° 4′ O

## Географическое положение
Биммен расположен на крайнем западе города Клеве, на Рейне, непосредственно на границе с Нидерландами. Здесь издавна располагался пограничный переход из Германии в Нидерланды, который в настоящее время потерял своё значение.

## История
Согласно археологическим исследованиям Биммен как поселение был основан в римский период истории, но из-за своего местонахождения на Рейне, он был частично перемещён. В 891-892 гг. Биммен впервые упоминается документально в летописи монастыря Лорш. В 1242 году упоминается священник, служивший ы церкви Биммена. Современная церковь святого Мартина построена в XV-XVI вв. и при её строительстве были использованы туфовые блоки предыдущей постройки. В Средневековье и чуть позже поселение относилось к административному управлению Дюффель.

## Хозяйство
Будучи небольшим поселением, Биммен имеет ярко выраженную сельскохозяйственную специализацию: интенсивное молочное скотоводство с обширными выпасами. Часть площади используется под растениеводство. До сих пор Биммен имеет тесные хозяйственные связи с соседним нидерландским поселением Миллинген.

## Охрана природы
Территория Биммена в зимнее время является местом зимовки диких гусей, прилетающих из Скандинавии и северных территорий Европейской России, поэтому числится как особо охраняемый природный резерват. Непосредственно на Рейне функционирует международная гидрологическая станция, в задачу которого входит определение качества речной воды с помощью наблюдений за речными моллюсками. Она была открыта в 1970 году и с тех пор производится непрерывный ряд биологических наблюдений совместно со специалистами из Нидерландов. В 1974 году на нидерландской стороне было открыто её отделение в Лобихе. 11 специалистов ежечасно исследуют  35 кубометров воды биологическими, химическими и физическими методами.